# 남잉글랜드

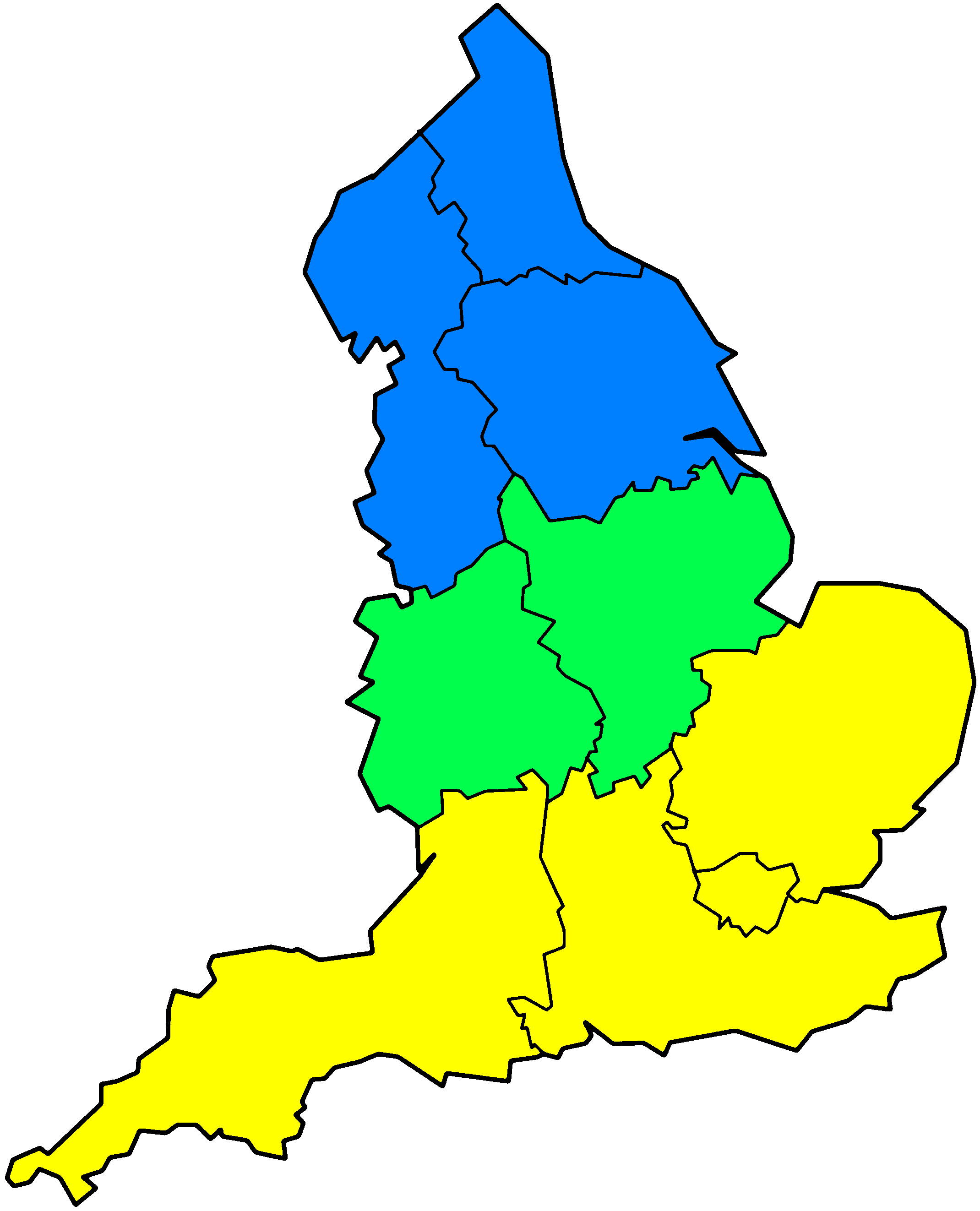
잉글랜드의 지역 구분. 파란색이 북잉글랜드, 초록색이 미들랜즈, 노란색이 남잉글랜드이다.

남잉글랜드(영어: Southern England 서던잉글랜드[*])는 잉글랜드 남부에 위치한 지역으로 면적은 62,042km2, 인구는 27,945,000명(2011년 기준)이다.
북잉글랜드, 미들랜즈와 함께 잉글랜드를 구성하는 3개의 문화 구역 가운데 하나이며 사우스웨스트잉글랜드, 사우스이스트잉글랜드, 그레이터런던, 이스트오브잉글랜드 4개 지역에 걸쳐 있다. 주요 도시로는 본머스, 브라이턴, 브리스틀, 런던, 루턴, 밀턴킨즈, 피터버러, 플리머스, 포츠머스, 사우샘프턴, 스윈던, 레딩이 있다.

## 같이 보기
- 잉글랜드의 지역
- 잉글랜드의 행정 구역